# Bloch MB.150 à MB.157
Le Bloch MB.150 et ses dérivés MB.151 à MB.157 sont des avions militaires français de la Seconde Guerre mondiale. Développé par la Société anonyme des avions Marcel Bloch, mais construit en série dans les deux usines de Châteauroux et de Mérignac par la SNCASO en raison de la nationalisation des usines de construction aéronautique en 1936, le MB.152 fut la version la plus construite de cet appareil.
Peu maniable en altitude et doté d’un rayon d'action nettement insuffisant, ce chasseur était pourtant le monoplace le plus répandu dans les unités de chasse de l’Armée de l’air en mai 1940. C’était aussi un appareil solide capable d’encaisser beaucoup de dommages, avec une plate-forme de tir très stable, et le seul chasseur au monde, en 1939, à être équipé de deux canons de 20 mm tirant hors du champ de l'hélice, et pouvant atteindre une vitesse élevée en piqué.

## Le programme C1 de 1934
Le 13 juillet 1934, le ministère de l’Air français lança un programme de chasseurs monoplaces (C1). Modifié à plusieurs reprises, ce programme fut figé le 16 novembre 1935 et donna naissance aux Loire 250, Dewoitine D.513, Loire-Nieuport LN 161, Morane-Saulnier MS.405 et Bloch MB.150. Dessiné par l’ingénieur Maurice Roussel, ce dernier se présentait comme un monoplan à aile basse de construction entièrement métallique à revêtement travaillant, équipé d’un moteur en étoile à prise directe Gnome et Rhône 14Kfs développant 930 ch à 4 400 m. La voilure devait recevoir l’armement, composé de deux canons de 20 mm Hispano-Suiza HS-404 tirant hors du champ de l’hélice.
Le prototype fut mis en chantier à Courbevoie en septembre 1935, mais refusa de décoller le 17 juillet 1936. En effet, le prototype était doté d'une hélice de diamètre trop réduit (2,55 m) afin de permettre à la fois l'emploi d'un moteur sans réducteur (gain de poids) et d'un train d’atterrissage bas (gain en visibilité vers l'avant), laquelle hélice était finalement insuffisante pour permettre à l'avion d'atteindre la vitesse de décollage.[réf. nécessaire] Le constructeur étant occupé par ailleurs, le prototype fut simplement remisé, son développement ne reprenant que début 1937.

## Le Bloch MB.150
Début 1937, en effet, la voilure d’origine fut remplacée par une aile renforcée, portée à 15,4 m2, et le train d’atterrissage original développé chez Bloch céda la place à un autre, plus haut, dessiné chez Messier. Ainsi modifié, le MB.150-01 prit finalement l’air à Villacoublay le 4 mai 1937 avec un moteur Gnome et Rhône 14N-0 à prise directe de 940 ch, André Curvale étant aux commandes.
Durant les essais constructeur, le prototype subit diverses modifications, en particulier le remplacement du moteur d’origine par un Gnome et Rhône 14N07 à prise directe développant 940 ch. Rebaptisé MB.150-01M (pour Modifié), il fut chronométré à 434 km/h durant les essais officiels effectués au CEMA (Centre d'essais du matériel aérien) de Villacoublay en décembre 1937. Renvoyé à Courbevoie, il vit son envergure portée de 10,026 à 10,128 m, les radiateurs plaqués sous la voilure furent remplacés par un radiateur unique situé dans l’axe sous le fuselage et le moteur remplacé à nouveau, cette fois pour un Gnome et Rhône 14N-01 de 940 ch à réducteur entrainant une hélice de plus grand diamètre. Après un nouveau passage au CEMA en mars 1938, la surface du gouvernail de direction fut légèrement agrandie, la version de série devant recevoir un moteur Gnome et Rhône 14N-21 de 1 030 ch.
En effet, le Plan V du ministère de l’Air, adopté le 15 mars 1938, prévoyait la fourniture de 940 chasseurs monoplaces modernes à l’Armée de l’air sur 12 mois. Or, les prévisions les plus optimistes ne permettaient pas d’attendre plus de 285 Morane-Saulnier MS.406. Malgré ses performances insuffisantes et bien que son développement ne soit pas achevé, le MB.150 avait l’avantage de posséder un moteur en étoile alors que le Morane utilisait un Hispano-Suiza en ligne. Deux sources différentes d’approvisionnement en moteurs étant la garantie d’accroître le parc de chasseurs modernes, la SNCASO se vit notifier début avril 1938 le marché no 308/8 portant sur trois appareils de développement dérivés du MB.150, sur lesquels devait être étudiée l’adaptation d’autres moteurs en étoile en cours de développement (Gnome et Rhône 14P, Hispano-Suiza 14AA...) ou importés (Pratt & Whitney Twin Wasp). (Les usines Bloch avaient été nationalisées dans la SNCASO, et le bureau d'études, resté privé dans la « Société anonyme des avions Marcel Bloch (SAAMB) », y fut intégré le 17 février 1937.)

## Un appareil intérimaire, le Bloch MB.151

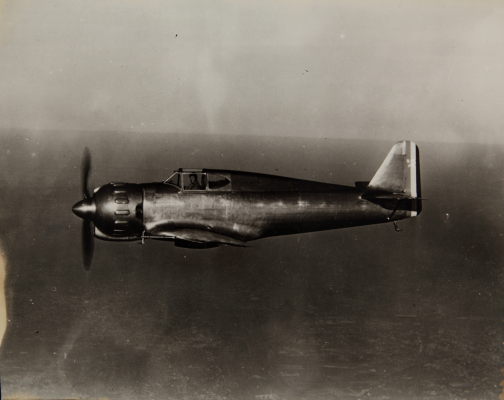
Un Bloch MB.151 en 1939.

Signé le 7 avril 1938, le marché no 385/8 portait sur la fourniture par la SNCASO de 25 monoplaces de présérie à moteur Gnome et Rhône 14N dérivés du MB.150-01, la commande de 450 appareils supplémentaires étant conditionnée aux résultats des essais. Construit de façon artisanale, le MB.150-01 n’était pas adapté à une production de grande série telle que l’exigeait le Plan V et la situation d’urgence dans laquelle se trouvait l’Armée de l’air. La structure de l’appareil fut donc entièrement redessinée et un nouveau prototype prit rapidement forme à Courbevoie. Dotée d’un nouveau profil, la voilure voyait sa surface ramenée à 15 m2 par une réduction de la corde d’emplanture (10,54 m), et le moteur Gnome et Rhône 14N-11 de 920 ch à 3 700 m bénéficiait d’un nouveau capot moteur offrant la plus petite surface frontale possible. Le radiateur d’huile était reporté sous le plan gauche, la roulette de queue du MB.150 laissait la place à une béquille amortie et les canons de voilure étaient remplacés par 4 mitrailleuses MAC 1934 de 7,5 mm (300 coups par arme).
Considéré comme le premier avion de présérie couvert par le marché no 385/8, le premier MB.151 effectua son premier vol le 18 août 1938 à Villacoublay, piloté par R. Blanc, pilote d’essais de la SNCASO. Les essais de tir eurent lieu à Cazaux en novembre 1938. Dès les premiers essais, il apparut que le chasseur ne pourrait atteindre la vitesse calculée de 480 km/h. Il devenait en outre difficile à piloter à grande vitesse ou en piqué et, plus grave, le moteur avait tendance à surchauffer. Le remplacement de l’hélice Ratier par une Gnome et Rhône ou les essais de divers types d’empennage et de volets n’améliorèrent pas sensiblement les qualités de vol de l’avion et, en janvier 1939, trois radiateurs d’huile furent testés successivement avant qu’un modèle Ferlay ne donne satisfaction. Ces problèmes retardèrent naturellement les livraisons et la SNCASO conserva trois autres appareils de présérie pour divers essais de développement.
Le marché no 385/8 fut finalement confirmé à hauteur de 432 appareils, soit 144 MB.151 à moteur 14N-35 développant 920 ch à 3 000 m et 288 MB.152. Les problèmes de mise au point de l'avion retardèrent le lancement de la production et les premiers exemplaires de présérie ne prirent l’air qu’en décembre 1938, l’Armée de l’air ne prenant en compte son premier appareil (MB.151 no 4) que le 7 mars 1939. Mi-mai, alors que 22 monoplaces étaient sortis d’usine, un défaut fut identifié sur la gouverne de direction, rendant l’appareil inutilisable en opérations. Il fut donc décidé de stocker les 157 premières cellules en attendant leur modification par la SNCASO. Ce défaut affectant principalement les MB.151, dont la production avait démarré plus tôt, ce modèle fut finalement affecté en priorité aux Centres d’Instruction de Chasse de Chartres et Étampes ainsi qu'aux Escadrilles Régionales de Chasse, le plus souvent après avoir reçu une hélice en bois à pas fixe. Le 10 janvier 1940, le CRAS (Centre de réception des avions de série) avait accepté 138 Bloch 151, mais 62 n'étaient pas opérationnels par manque d'équipements (collimateur, hélice...).
140 MB.151 sortirent effectivement des chaines de Châteauroux (no 2, 4 à 8, 12 à 15, 21 à 40, 42, 44 à 94, tous les nombres pairs de 96 à 112, 116, 118 et tous les nombres pairs de 346 à 432 sauf les no 352 et 412), devant être répartis comme suit : Armée de l’air 90, Aéronavale 25, Grèce 25. En réalité, 16 seulement furent livrés à la Marine et 9 partirent pour la Grèce. Le 10 mai 1940, l’Armée de l’air ne comptait déjà plus que 37 appareils en première ligne, plus dix en réserve. Quatre appareils qui devaient être laissés à la disposition de la SNCASO comme machines de développement furent transformés en MB.152 (no 497 à 500) par marché 2453/9.

## Le Bloch MB.152 construit en grande série
Livrée sans moteur à Courbevoie par la SNCASO, la cellule no 433 fut achevée comme MB.152-01 après avoir reçu un moteur Gnome et Rhône 14N-21 de 1 030 ch au titre du marché no 308/8. Cet appareil, qui devait recevoir en série soit quatre mitrailleuses de 7,5 mm (500 coups par arme), soit deux mitrailleuses et deux canons HS-404 de 20 mm (60 obus par arme), et atteindre 520 km/h à 5 000 m, effectua son premier vol à Villacoublay le 15 décembre 1938, piloté par R. Blanc. Après un passage à Courbevoie, le prototype reprit ses essais en janvier 1939 avec un Gnome et Rhône 14N-25 de 1 080 ch. Comme pour le MB.151, ce prototype rencontra des problèmes de surchauffe, limitant la vitesse maximale aux alentours de 470 km/h, et courant 1939, diverses combinaisons d’hélices et de capots moteurs furent testées, ces derniers ayant une prise d’air variant de 750 à 1 000 mm. Pour éviter de nouveaux retards de livraison, ce dernier diamètre fut finalement retenu au prix d’une nouvelle réduction des performances en raison de la trainée engendrée, et une prise d’air additionnelle fut ajoutée pour refroidir la partie arrière du moteur. Cette dernière donna finalement satisfaction et fut montée rétroactivement sur les appareils en service comme sur les appareils équipés du moteur 14N-35, monté sur les Bloch 152 dès qu’il devint disponible. Le prototype fut finalement mis au standard de série, rebaptisé MB.152 no 433 et livré le 15 mai 1940 à l’Armée de l’air.
Le marché no 385/8 fut finalement confirmé pour 144 MB.152 à moteur 14N-25 délivrant 1 080 ch au décollage et 1 000 ch à 3 000 m, et 144 MB.152 à moteur 14N-49. Numérotés dans la même séquence que les MB.151, ces appareils devaient initialement être produits comme les MB.151 par l’usine SNCASO de Châteauroux-Déols, mais les retards accumulés dans la production puis le déclassement de 157 cellules affectées d'un défaut d'empennage ont mené à ouvrir une seconde chaine de production à Bordeaux-Mérignac, tandis qu’une nouvelle tranche de 100 monoplaces était commandée à Châteauroux. Généralement armés de 2 canons et 2 mitrailleuses, les MB.152 reçurent un moteur 14N-49 à partir du no 300.
En septembre 1939, la SNCASO reçut une nouvelle commande portant sur 500 MB.152, annulée et remplacée par une lettre d’intention portant sur 690 appareils que confirma le marché no 2405/9. Le 10 janvier 1940, le CRAS avait accepté 274 Bloch 152, dont 170 équipés de moteurs 14N-25 et toujours sans hélice ou avec une hélice provisoire. Il fut alors décidé de ne pas achever 60 cellules dont l’assemblage n’avait pas dépassé les 50 % (no 436 à 496) et de ne plus accepter que les avions disposant d’un moteur 14N-49 entrainant une hélice Chauvière, du capot moteur définitif dont le diamètre d’ouverture était limité à 850 mm et d’un collecteur d’échappement inspiré de celui du Curtiss H-75, reconnaissable à ses deux pipes d’échappement débouchant à la base du fuselage. 82 appareils répondant à cette définition avaient déjà été livrés depuis octobre 1939 (à partir du no 301), mais à partir de la cellule no 501 une nouvelle modification de l’empennage fut rendue obligatoire, la configuration définitive du chasseur étant enfin figée. Une seule modification sera encore apportée sur la chaine, l’introduction d’un tab de dérive ajustable en vol à partir du no 641.
Le dernier MB.152 sorti d’usine avant l’armistice portait le no 699, mais on sait que par manque d’équipements toutes les cellules ne furent pas achevées. Certains documents ayant disparu, il est difficile de connaître le nombre exact d’appareils produits, mais la plupart des auteurs s’accordent pour dire que 614 appareils, MB.151 et MB.152 confondus, ont été livrés à l’Armée de l’air.
Depuis 2013, le Projet MB.152 regroupe des passionnés d'aéronautique et des étudiants ayant décidé de concevoir, bénévolement, la maquette numérique 3D complète du Bloch MB.152.
Cette plateforme de réinvention collaborative et innovante prévoit de disposer d’une maquette complète de la structure du Bloch MB.152 pour la fin 2017.

## Des moteurs américains pour les MB.153 et MB.154
Répondant comme le MB.152-01 au marché no 308/8, la cellule no 434 fut prélevée sur chaine fin octobre 1938 pour recevoir un moteur Pratt & Whitney R-1830 SC3-G Twin Wasp entrainant une hélice Hamilton. Le MB.153-01 effectua son premier vol à Villacoublay le 8 avril 1939. Contrairement à ce qui a parfois été écrit, cet appareil ne fut pas détruit sur accident à Villacoublay en mai 1940, mais livré à l’Armée de l’air comme MB.153 no 434 le 28 mai 1940. La cellule no 435 aurait dû recevoir au titre du marché no 308/8 un moteur Wright R-1820 Cyclone qui ne fut jamais livré.

## Arrivé trop tard, le Bloch MB.155
Fin 1939, le bureau d’études de la SNCASO, placé sous la direction de l’ingénieur Fandeux, entreprit l’étude d’une nouvelle version du MB.152 avec pour objectif d’améliorer la vitesse de pointe, le rayon d’action et la maniabilité. Ce nouveau monoplace était reconnaissable extérieurement à son nouveau capot moteur sur lequel les bossages correspondant aux têtes de culbuteurs étaient extrêmement réduits. En fait tout l’avant de l’appareil était modifié, le cockpit étant reculé pour permettre d’accroître de 300 litres la capacité des réservoirs. En outre la corde d’aile était légèrement accrue, le pare-brise d’origine remplacé par un pare-brise en Triplex de 40 mm d’épaisseur et l’armement porté à deux canons HS-404 et quatre mitrailleuses de 7,5 mm. Réalisé dans l’usine de Châteauroux à partir de la cellule no 449, le MB.155-01 effectua son premier vol à Déols le 3 décembre 1939, piloté par le pilote d’usine Bellecroix. Le premier appareil de série (no 701) prit l’air le 3 avril 1940 et dix exemplaires étaient sortis d’usine le 18 juin, date à laquelle la production cessa. Deux appareils (no 709 et 710) furent détruits au sol par un raid allemand sur l’usine, les autres (no 701 à 708) ayant été évacués pour permettre le rééquipement du GC I/1 à Agen. Les évènements en décidèrent autrement. Occupée brièvement, Châteauroux fut finalement incluse dans la zone libre et les autorités allemandes autorisèrent l’achèvement de 19 appareils supplémentaires (no 711 à 729) destinés à l’aviation de Vichy. Lorsqu’en 1942 fut prise la décision de rééquiper les groupes de chasse sur Dewoitine D.520, les MB.155 furent regroupés au sein de la 1re escadrille du GC I/8, basée à Montpellier, à l’exception du no 708, avion personnel du commandant du GC II/8. Quand l’aviation de Vichy fut dissoute le 27 novembre 1942, les appareils subsistants furent saisis par la Luftwaffe et transférés dans les écoles de chasse.

## Le Bloch MB.157, un nouvel avion arrivé trop tard
Dès que le nouveau moteur Gnome et Rhône 14R devint disponible, la SNCASO envisagea son adaptation sur le MB.152, qui serait ainsi devenu le MB.156. Bien que son encombrement soit comparable à celui du 14N, il apparut rapidement que le montage de ce groupe de 1 700 ch sur une cellule existante posait de nombreux problèmes et ne permettrait pas de tirer le meilleur parti du moteur. Le projet MB.156 fut donc rapidement abandonné et l’ingénieur Lucien Servanty chargé, tout en conservant les principales caractéristiques structurelles du MB.152, de dessiner un nouveau chasseur autour du moteur 14R. La construction d’un prototype fut lancée en décembre 1939 à Villacoublay, le moteur choisi étant le 14R-4 développant 1 590 ch au décollage, 1 700 ch à 8 000 m et 1 400 ch en régime continu. L’armement prévu était identique à celui du MB.155.
Les troupes allemandes arrivant à Paris, le prototype, qui se trouvait en cours d’assemblage final, fut chargé sur une remorque afin d’être transporté en sécurité à Poitiers, mais le convoi fut intercepté par l’armée allemande et acheminé sur l’usine SNCASO de Bordeaux-Mérignac, située en zone occupée. Le prototype fut bel et bien achevé avec l’autorisation des occupants et le MB.157-01 effectua son premier vol en mars 1942. Les essais en vol confirmèrent des performances remarquables : chronométré à 710 km/h à 7 850 m et 670 km/h à 8 500 m, il était légèrement plus rapide qu'un P-51D Mustang et montait à 8 000 m en 11 min. Cependant, ces performances pourraient n'être que les performances attendues et non celles réalisées d'après une note SNCASO de 1942-1943. Début 1943, la Luftwaffe ayant exigé le transfert du prototype à Orly, celui-ci arriva, à la surprise du comité d’accueil, 40 min avant l’heure estimée par la tour de contrôle de Mérignac. Pourtant cet appareil remarquable ne devait plus voler. Dès son arrivée à Paris, le moteur fut déposé, envoyé pour essais à la soufflerie Hispano-Suiza de Bois-Colombes puis expédié chez BMW en Allemagne. Abandonnée dans un hangar d’Orly, la cellule fut finalement détruite par un bombardement allié.

## En service

### France
Signé le 7 avril 1938, le marché no 385/8 portait sur la fourniture par la SNCASO de 25 monoplaces de présérie à moteur Gnome et Rhône 14N dérivés du MB.150-01, 450 appareils supplémentaires devant être confirmés en fonction du résultat des essais. Selon le calendrier initial, 300 monoplaces Bloch devaient donc être livrés à l’Armée de l’air avant le 1er avril 1939 au titre du Plan V, les 150 derniers appareils devant entrer en service avant la fin novembre. Ces chiffres furent ramenés en septembre 1938 à 206 appareils à livrer avant le 1er avril 1939, date à laquelle l’Armée de l’air n’aura pris en compte qu’un unique MB.151 sur 147 chasseurs monoplaces modernes livrés au lieu des 940 prévus. Le marché no 385/8 fut finalement confirmé à hauteur de 432 appareils (immatriculations Y-488 à Y-919), soit 144 MB.151 et 288 MB.152.
249 Bloch 151 et 152 étaient sortis des usines de la SNCASO le 3 septembre 1939, dont 123 avaient été acceptés par le Centre de réception des avions de série (CRAS), mais 21 seulement étaient « bons de guerre ». 50 MB.151 étaient en attente d’une hélice, les autres appareils de leur collimateur Baille-Lemaire GH-38. Si ce dernier était difficilement remplaçable, l’hélice Gnome et Rhône 2590M, dont les livraisons trainaient en longueur, trouva un substitut en adoptant une Chauvière 371, qui fut finalement retenue en série. Le 3 octobre, l’Armée de l’air disposait de 162 Bloch 152, mais 35 seulement équipés de leur hélice Chauvière. 40 étaient équipés d’une Gnome, 40 d’une quadripale Chauvière à pas fixe et 40 n’avaient toujours pas d’hélice. De plus, comme la plupart des avions de chasse français de l'époque, le fonctionnement des armes était difficile en altitude : faute d'un dispositif de réchauffement, le froid figeait les graisses et bloquait les armes. En opérations certains groupes décidèrent de dégraisser les armes, qui s'usaient plus vite mais au moins tiraient.
Les commandes furent modifiées en janvier 1940 : le marché no 385/8 fut ramené à 154 MB.152 à moteurs 14N-25 (déjà livrés dans la série no 9 à 300) et le marché no 2453/9 (4 MB.152 à moteurs 14N-49, no 497/500) maintenu, mais le marché 2405/9 amendé pour 330 Bloch 152 (46 appareils déjà livrés avec moteur 14N-25 dans la série no 9 à 300, 88 appareils déjà livrés avec moteur 14N-49 dans la série no 301 à 431 et 196 appareils à moteur 14N-49 répondant à la définition finale de l’avion avec les no 501 à 696) et 403 Bloch 155 (MB.152 no 16, 194 et 262 modifiés en appareils de présérie et 400 appareils neufs numérotés 701 à 1100).

#### Armée de l'air
Les retards de mise au point puis de production ne facilitèrent pas la mise en service, et c’est seulement fin juillet 1939 que le premier MB.152 « bon de guerre » arriva au GC I/1 à Étampes-Montdésir. Il fallut attendre le 26 septembre 1939 pour que les premiers MB.152 complets et modifiés soient mis à la disposition du GC I/1. Le 6 novembre, ce groupe disposait de 26 monoplaces Bloch. Une semaine plus tard, la dotation du GC II/1, basé à Buc, était également complète. Fin octobre 1939, les ERC 1/561 (Villacoublay) puis 2/561 (Rouen-Boos) commencèrent à recevoir des MB.151, le GARC I/561 devenant GC II/10 le 13 décembre 1939 à Rouen. De la même façon, les ERC 3/561 et 4/561 reçurent à Villacoublay une dotation de MB.151 avant de se transformer en GC III/10 à Octeville le 13 décembre 1939. Fin décembre enfin, les livraisons se concentrèrent sur Hyères-Le Palyvestre, où le GC I/8 put remplacer ses Dewoitine D.510 par des Bloch tandis que l’escadrille d’Aéronavale AC3 était constituée sur MB.151. Le GC I/8 passa à Orly le 7 mars 1940, tandis que l’AC3 gagna Cuers-Pierrefeu. Enfin le 11 janvier 1940, le GARC 562 de Lyon-Bron fut transformé en GC III/9 et équipé de MB.151, tandis que le GC I/8 abandonnait ses bimoteurs Potez 631 à Marignane pour recevoir à son tour des MB.152 et faire mouvement sur Calais.
Durant la « drôle de guerre », les pilotes des Bloch se concentrèrent sur la prise en main de leurs appareils, participant peu aux opérations. Une seule victoire fut créditée, l’aspirant Amouroux du GC III/9 achevant avec son MB.152 un Ju 88 A-1 du 4.(F)/121 déjà endommagé par la DCA à Charolles le 20 avril 1940.
363 MB.152 avaient été pris en compte par l’Armée de l’air le 10 mai 1940, soit 195 avec un moteur 14N-25 et 80 seulement totalement bons de guerre. 93 se trouvaient disponibles en première ligne et 53 en réserve ou temporairement indisponibles. Ils étaient répartis comme suit :
- Zone d’opérations aériennes Nord (ZOAN) :
  - Groupement de chasse 21, chargé de la défense de Paris et de la basse vallée de la Seine :
    - GC I/1 à Chantilly-les-Aigles : 23 MB.152 (15 disponibles)
    - GC II/1 à Buc : 25 MB.152 (18 disponibles)
    - GC II/10 à Rouen-Boos : 23 MB.151 (14) et 8 MB.152 (6)
    - GC III/10 au Havre-Octeville : 16 MB.151 (5) et 23 MB.152 (13)

  - Groupement de chasse 25, chargé de la défense du secteur Calais-Boulogne :
    - CC II/8 à Calais-Marck : 19 MB.152 (11)
- Zone d’opérations aériennes Est (ZOAE) :
  - Groupement de chasse 22, en couverture générale du front de l’Est :
    - GC I/8 à Velaine-en-Haye : 37 MB.152 (20)
- Zone d’opérations aériennes des Alpes (ZOAA) :
  - Groupement de chasse 24, devant assurer la défense du secteur Lyon-Saint-Étienne et du Creusot :
    - GC III/9 à Lyon-Bron : 11 MB.151/MB.152 (9)

Trois autres groupes de chasse de l’Armée de l’air reçurent des Bloch en mai et juin 1940 : constitué à Lyon-Bron, le GC I/145 (Varsovie, polonais) avait reçu quelques MB.151 en attendant leur remplacement par des MB.152, mais ces appareils faisant défaut, il fut décidé le 12 mai de transformer ce groupe composé de pilotes polonais sur Caudron-Renault CR.714, avion pourtant considéré comme inapte au combat. Cependant, trois MB.152 furent reçus le 13 juin 1940 par le groupe polonais, alors à Chateauroux-La Martinière. Ces trois MB.152, convoyés à La Rochelle, y furent abandonnés, les pilotes polonais embarquant alors pour le Royaume-Uni.
Arrivé d’Oran sans ses MS.406, le GC II/9 se trouvait à Marignane début mai sans avion. Les pilotes purent prendre en charge 30 MB.152 à Châteauroux le 10 mai et, après une rapide prise en main, gagner Buc les 18 et 19 mai pour renforcer le GC II/1. Enfin, le GC II/6, dont tous les MS.406 avaient été détruits, se replia à son tour sur Châteauroux le 18 mai 1940 et commença à se familiariser avec le MB.152, tout en prenant en compte ses premiers D.520 avec lesquels il reprit finalement le combat, abandonnant son dernier Bloch le 21 juin.
Selon les décomptes officiels, les Bloch de l’Armée de l’air ont remporté 135 victoires pour 94 appareils perdus. Le détail donne par groupe les chiffres suivants, :
- GC I/1 : 23 victoires 1/2 et 3 tués au combat. Le groupe a détruit réellement 25 appareils ennemis (auxquels il faut ajouter 7 probables) pour la perte de 5 pilotes, dont un sur collision en vol ;
- GC II/1 : 22 victoires 1/3 et 5 tués. Le groupe a perdu 7 pilotes, dont un victime d’un bombardement au sol, et détruit 24 appareils ennemis ;
- GC I/8 : 32 victoires 1/2 et 7 tués. Il faut ajouter à cette liste un pilote tué sur accident le 3 juin 1940. Ce groupe a effectivement détruit 34 appareils adverses (plus 8 probables), le Lt. Robert Thollon totalisant 4 victoires homologuées et 4 en collaboration ;
- GC II/8 : crédité de 11 victoires, ce groupe a perdu un seul pilote (polonais), victime d’un d’accident, un autre étant fait prisonnier. Trois probables complètent ce bilan officiel ;
- GC II/9 : bilan officiel de 16 victoires, un tué et un prisonnier. Bien que transformé sur MB.152 en mai 1940 seulement, ce groupe a détruit 16 appareils ennemis (plus 4 probables) et perdu 5 pilotes ;
- GC III/9 : deux victoires confirmées et deux probables pour la perte de deux pilotes sur accident ;
- GC II/10 : ce groupe, qui conserva des biplans Blériot-SPAD S.510 jusqu’en juin 1940, faute de disposer d’une dotation complète de Bloch, fut pourtant crédité officiellement de 13 victoires pour 3 tués et un pilote fait prisonnier. Il faudrait ajouter à ce bilan trois probables ;
- GC III/10 : ce groupe totalisant 634 sorties de guerre (1 047 heures de vol) fut crédité officiellement de 15 victoires pour 8 tués. Si les pertes ont été confirmées, c’est en réalité 16 avions allemands qui furent détruits, dont 2 Bf 109 victimes du S/Lt Henri Dietrich le 5 juin et 3 autres, victimes de trois pilotes différents, le 7 juin 1940.

Une patrouille polonaise, commandée par le porucznik (lieutenant) Henneberg, basée à Châteauroux, et composée de deux MB.152 et un MB.151, plus un Caudron Simoun, s'envole le 17 juin 1940 pour Bordeaux. Le 18 juin, l'escadrille redécolle et fait escale à Nantes, où un wing commander de la RAF fournit les indications pour se rendre à la base RAF de Tangmere (Sussex). Après avoir refait le plein, le groupe polonais décolle à 14 h. et atterrit à Tangmere à 16 h. 30. Ce fut la seule unité polonaise à arriver au Royaume-Uni avec ses avions.

#### Aéronautique navale
Le 13 mai 1940, l’escadrille AC2 stationnée à Calais-Marck sur Potez 631 (flottille de chasse F1C) obtint enfin 6 MB.151 que ses pilotes allèrent chercher à Orly. Victime d’une panne de train d’atterrissage, un appareil se posa sur le ventre à l’arrivée à Marck. Repliée sur Querqueville le 21 mai, l'escadrille dut gagner Rochefort le 18 juin via Lanvéoc-Poulmic, mais un monoplace fut endommagé par la DCA de Brest et le SM Amory fut abattu par l’ennemi. Dès son arrivée à Rochefort, l'AC2 fut rééquipée de D.520. Le 5 juin 1940, l’escadrille AC3 disposait à Cuers-Pierrefeu de 12 MB.151 (10 disponibles). Le 15 juin, les trois sections de cette escadrille s’opposent aux Fiat CR.42 qui attaquaient leur terrain. Quatre Bloch sont perdus pour quatre biplans italiens abattus. Ce fut la seule action d’envergure de cette unité, dont la mission principale était de prévenir toute attaque aérienne contre la flotte française.

#### Défense aérienne du territoire (DAT)
Un certain nombre de formations non organiques ont également été constituées sur MB.151 et MB.152. Ce sont les « patrouilles de défense », dont le personnel était généralement civil ou étranger et dont la mission consistait à assurer la protection de sites industriels ou de bases aériennes. À Châteaudun, où du personnel polonais est venu aider les pilotes convoyeurs de l’EAA 301, les quatre Bloch 152 de la patrouille décollèrent le 12 mai pour tenter de s’opposer aux bombardiers du II./KG 55. Un Bloch fut abattu pour deux allemands descendus. Renforcée de deux pilotes polonais, cette patrouille abattit un He 111 le 4 juin. À Châteauroux, où deux patrouilles de pilotes polonais (3 MB.151 et un MB.152) étaient arrivés en renfort pour défendre l'usine SNCASO de Déols, 12 pilotes décollèrent dans l’urgence le 5 juin pour tenter de repousser les bombardiers allemands, abattant quatre appareils. La patrouille de Tours, qui disposait fin mai d’une dizaine de MB.151 pilotés par des Français, fut renforcée à son tour le 1er juin par des pilotes polonais attendant depuis le 22 mai la livraison de leurs MB.152 à Angers. Le 6 juin, deux Dornier 17Z furent abattus. Le 14 juin, trois Bloch tentent de s’opposer à une formation de bombardiers escortés par des Bf 110 : un Bloch fut perdu et un Ju 88 A-1 abattu.

#### Régime de Vichy
L’autonomie des monoplaces Bloch ne leur permettant pas de se replier sur l’Afrique du Nord, ces appareils devaient équiper la totalité des unités de chasse conservées en zone non-occupée aux termes des accords franco-allemands. L’Aviation de Vichy conserva donc les GC I/1 (Lyon-Bron), II/1 (Le-Luc-en-Provence), I/8 (Montpellier), II/8 (Marignane), II/9 (Clermont-Ferrand-Aulnat) et III/9 (Salon-de-Provence).
Consciente de l’impossibilité d’évacuer ses maigres forces vers l’Afrique du Nord en cas d’occupation de la zone Sud, l’Armée de l’air fit réaliser en 1941 un réservoir supplémentaire de 70 litres pouvant être installé dans la partie supérieure du fuselage et donnant au MB.152 une autonomie suffisante pour traverser la Méditerranée. Environ 95 monoplaces furent ainsi modifiés au cours du dernier trimestre 1941 et du premier trimestre 1942, les réservoirs étant produits par un atelier d’Argenton-sur-Creuse. Cette modification fut finalement inutile, les GC I/1, II/1 et III/9 étant rééquipés avec des Dewoitine D.520 au printemps 1942. Entre septembre 1940 et le 27 novembre 1942, date de dissolution de l’Armée de l’air de Vichy, les accidents de Bloch furent nombreux (23 dont 4 mortels pour le seul GC III/9) en raison du manque d’entraînement des pilotes (seulement 4 ou 5 heures par mois) et du manque de pièces détachées. Pourtant 173 MB.152 et MB.155 furent saisis par la Luftwaffe.

### Allemagne
Les 173 MB.152/155 saisis en novembre 1942 furent regroupés à Guyancourt, Orange-Caritat et Châteauroux, où ils servirent d’appareils d’entraînement à la chasse. Six furent également cédés à la Roumanie.

### Grèce
Neuf MB.151 seulement sur les 25 appareils commandés furent livrés en avril 1940 et immatriculés ∆171 à 179. Ces monoplaces, les plus modernes dont disposait l’aviation royale hellène, arrivèrent avec des moteurs déjà fatigués, et il ne semble pas que plus de cinq exemplaires aient été en service simultanément. Ils furent versés à la 24e escadrille (Mira), stationnée à Elefsina, et, sous les ordres du Capitaine A. Anagnostopoulos, affectés à la défense d’Athènes et du Pirée. Le 19 janvier 1941, ces appareils furent transférés en Macédoine Occidentale. Deux CANT Z.1007 furent abattus au-dessus de Salonique les 25 janvier et 9 février 1941. Le 6 avril 1941, trois Dornier Do 17Z (un seul confirmé) allemands semblent avoir été abattus au-dessus de l’estuaire de la rivière Strymon, et le 10 avril 1941, un autre Cant Z.1007 fut revendiqué par Pan. Oikonomopoulos. Le 15 avril 1941, le 24.Mira attaqua une formation de 20 Ju 87 et 20 Bf 109E visant le terrain de Trikala. Giorgos Mokkas parvint à abattre deux Stukas avant d’être victime de l’as allemand Gustav Rödel. Réduite à deux Bloch, l’escadrille se replia le même jour sur le terrain d’Amfikleia. Le 19 août 1941, un MB.151 fut victime d’une attaque au sol et le second abattu par la chasse allemande.

### Roumanie
Six MB.151 et 152 de l’Aviation de Vichy furent transférés à la Roumanie en 1942 ; lorsque ce pays rejoignit les Alliés deux ans plus tard, les trois restants furent restitués à la France libre par le gouvernement de Constantin Sănătescu.

## Construction
Le MB.152 est de construction entièrement métallique, y compris les gouvernes. Le fuselage comprenait trois éléments montés séparément avant l'assemblage définitif : le caisson pilote, le fuselage arrière, et la queue avec l'empennage.
L'aile était construite autour d'un caisson bi-longeron.
Le bâti moteur était incliné de 2,5° vers la gauche pour compenser le couple moteur.
Le capot moteur fit l'objet de nombreux essais. Sur les premières versions, le refroidissement était insuffisant. C'est le capot du MB.155 qui peut être considéré comme le capot « définitif ».
La verrière coulissante ne comportait aucun blindage.